# Ægishjálmr

Símbolo de Aegishjalmr

O Ægishjalmr, Ægishjálmar ou Ægishjálmr (conhecido em inglês como Helm of Awe e, em português, Elmo do Terror) é um Galdrastafir, sigilo mágico islandês, com diversas variações, utilizados durante a Era Viquingue. O seu uso pode ser originária de uma antiga tradição mágica, com conotações xamânicas, conhecida como Seiðr. Praticada sobretudo por mulheres, este método de magia tradicional viu-se fortemente atacado quando o Cristianismo chegou ao Norte da Europa.

## História

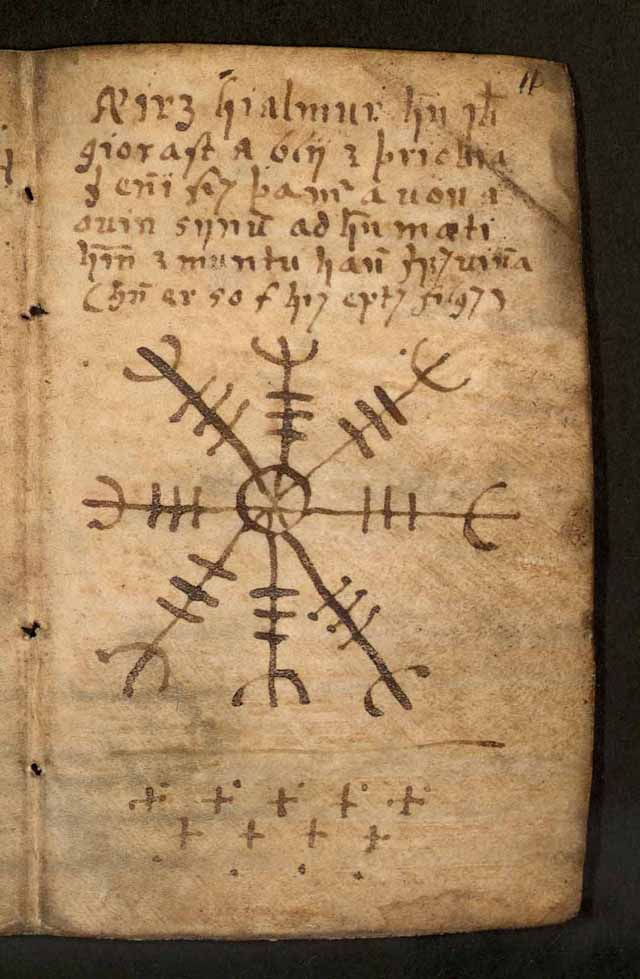
Antiga gravura de ægishjálmur em Galdrabók.

De acordo com uma série de lendas, este símbolo apotropaico (proteção), quando utilizado entre as sobrancelhas e de forma apropriada, dotaria o seu utilizador com o poder de proteção e causar medo ao seu inimigo. De facto, é relatado nas sagas que o Seiðr afetava os sentidos e a mente das suas vítimas, instilando esquecimento, paranoia, alucinações, confusão e medo nos seus inimigos. A primeira menção de Ægishjalmr está nas Eddas, para além das representações pictóricas somente datadas de todo o período medieval.
Muita da sua sabedoria foi perdida, chegando até nós pouco mais do que algumas práticas populares mais fortemente enraizadas e algumas referências nas sagas da mitologia escandinava. Terá sido nesta antiga tradição que o símbolo surgiu, possivelmente com mais significados do que aqueles que subsistiram até nós.
Sabe-se que os antigos viquingues, utilizavam este símbolo entre as sobrancelhas para provocar o medo e afugentar inimigos aquando em batalha. Esse símbolo tem várias versões, cada um tendo efeitos diferentes — nove no seu total — e é mencionado no livro Galðrabók escrito por volta de 1600. Segundo Galðrabók, este símbolo mágico também era usado para afastar doenças no gado (feitiço 7), para ganhar o amor de uma mulher (feitiço 8), para se purificar num banho (feitiço 25), para dispersar a fúria (feitiço 26), contra a fúria (feitiço 41) e sair vencedor quando frente ao inimigo (feitiço 2, da coleção de Jón Árnason).
É possível que os seus praticantes dominassem muito bem as técnicas da hipnose, o que explicaria todos estes efeitos. Em todo o caso, esta arte deveria estar estreitamente relacionada com o uso da visão (seja física ou espiritual), pois refere-se também que a seiðkona (mulher praticante de seiðr)  poderia ser dominada se lhe tapassem os olhos, idealmente com um gorro de pele de cabra. Refere-se ainda que os efeitos mágicos mais severos seriam motivados sempre na presença da bruxa, e que para que o efeito perdesse a sua intensidade e vigor, bastaria que a vítima se afastasse para que começasse a passar.
Os estudiosos teorizam que este símbolo se deve mais ao deus Þórr do que a Ægir, uma vez que esse deus atemorizava os seus inimigos e transpunha barreiras. Outros associam o símbolo a Þórr, pelo fato de o deus estar associado a Zeus ou Júpiter que era também dono de Aegis (escudo de proteção associado a Atena ou Minerva, que despertava o terror nos inimigos). A Þórshöfuð (feitiço que era usado para encontrar ladrões) é muito semelhante ao Ægishjalmr, sendo talvez esse o motivo da associação.
Apesar de muito da sua sabedoria ter sido perdida, chegando até nós pouco mais do que algumas práticas populares mais fortemente enraizadas e algumas referências nas sagas da mitologia escandinava, pela Idade Média, muitas das antigas práticas estariam a caminho do esquecimento, não fosse o uso popular deste símbolo que sempre persistiu. Os que almejavam a força e a coragem continuaram a gravá-lo entre os olhos recitando as palavras:

Ægishjálmr eg ber milli bruna mjer! — ("Eu porto o Ægishjálmr entre as minhas sobrancelhas!")

Nesta declaração de poder, ficaria assegurada a proteção mágica e invencibilidade do seu utilizador. Tal poder avassalador era, aparentemente, o que este símbolo se destinava a produzir. No Fáfnismál, um dos poemas na Edda poética, ao devastador dragão Fafnir é-lhe atribuída a causa da sua invencibilidade no uso do Helmo do Terror.